# Family Law
Family Law är en kanadensisk dramaserie från 2021 vars första säsong hade premiär den juni 2021. Den andra säsongen hade premiär i augusti 2022. Serien är även även klar för en tredje säsong. Samtliga säsonger består av 10 avsnitt vardera. Serien kommer att visas på Viaplay med start i april 2023.

## Handling
Serien kretsar kring Abigail (Abby) Bianchi, som är en advokat och tidigare alkoholist. Hon börjar arbeta med sin frånskilda far och sina två halvsyskon på pappans advokatbyrå. Hon har aldrig arbetat inom familjerätt tidigare och måste lära sig att navigera i att arbeta med sin far och syskon samtidigt som hon arbetar med att behålla sin nykterhet.

## Roller i urval
| Jewel Staite     | – Abigail (Abby) Bianchi |
| Victor Garber    | – Harry Svensson         |
| Zach Smadu       | – Daniel Svensson        |
| Genelle Williams | – Lucy Svensson          |
| Lauren Holly     | – Joanne Kowalski        |